# Universidad de Marburgo

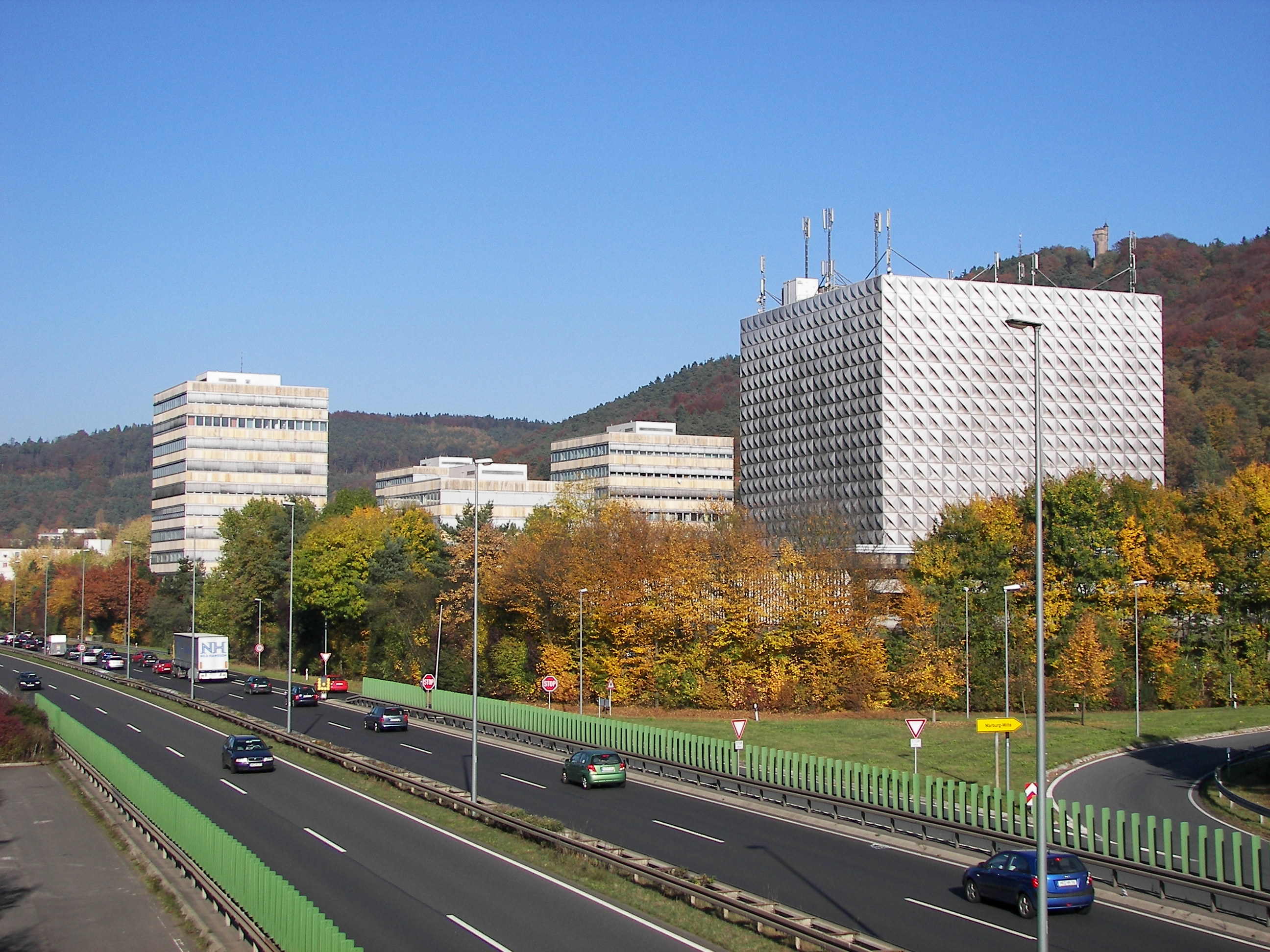
Departamento de Ciencias Sociales y Biblioteca Universitaria de la Universidad de Marburgo.

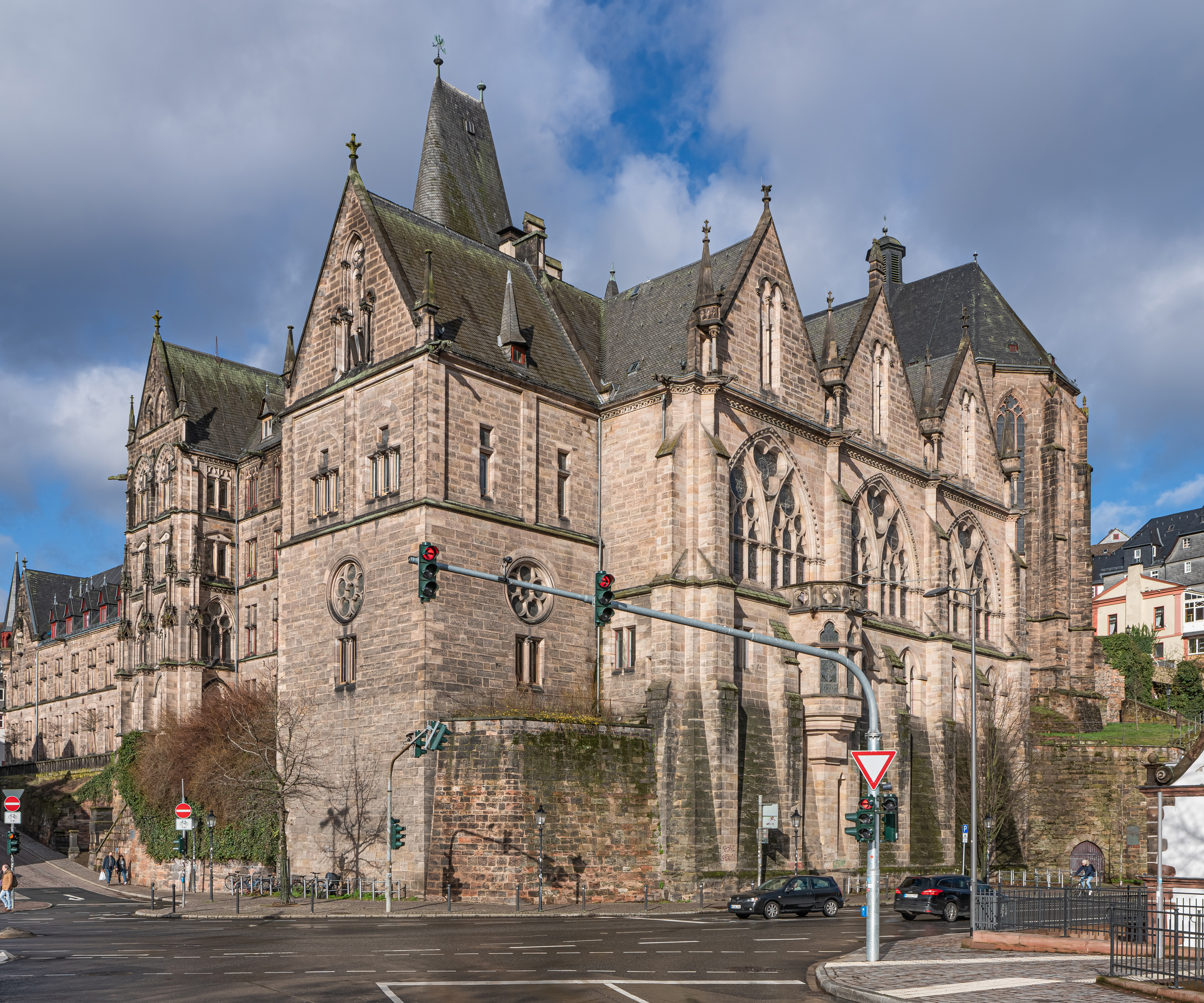
El edificio viejo de la Universidad de Marburgo.

La Universidad de Marburgo, (oficialmente en alemán: Philipps-Universität Marburg) es una universidad de Alemania fundada en 1527 por Felipe I de Hesse (habitualmente llamado el Magnánimo, aunque también se le conoce como el 'arrogante'), lo que la convierte en la primera y más antigua universidad protestante del mundo.
Fue la universidad principal del landgraviato de Hesse y se mantiene como universidad de carácter público de ese estado alemán. Cuenta actualmente con alrededor de 20,000 estudiantes y 7,500 empleados, lo cual hace de Marburgo, una ciudad con menos de 80,000 habitantes, la "ciudad universitaria" (Universitätsstadt) por antonomasia. Aunque la mayoría de los edificios se encuentran en la cercanía unos de otros, la Universidad de Marburgo no es una universidad que cuente con un campus.
Marburgo es la sede de una de las facultades de medicina más tradicionales de Alemania. La sociedad de médicos alemanes se denomina "Marburger Bund".
En 1609, la Universidad de Marburgo estableció por primera vez la primera cátedra de química en el mundo.

## Estudiantes famosos y profesores reputados
Científicos naturales reputados que estudiaron o enseñaron en Marburgo:
- Emil von Behring
- Ferdinand Braun
- Robert Bunsen
- Adolf Butenandt
- Georg Ludwig Carius
- Franz Ludwig Fick
- Hans Fischer
- Edward Frankland
- Frederick Augustus Genth
- Johann Peter Griess
- Karl Eugen Guthe
- Otto Hahn
- Thomas Archer Hirst
- Erich Hückel
- Karl Hermann Knoblauch
- Hermann Kolbe
- Albrecht Kossel
- Hans Meerwein
- Ludwig Mond
- Denis Papin
- Otto Heinrich Schindewolf
- John Tyndall
- Wilhelm Walcher
- Alfred Wegener
- Georg Wittig
- Alexandre Yersin
- Karl Ziegler

Marburgo siempre ha sido conocida como una universidad de humanidades. Ha mantenido esa fuerza, especialmente en filosofía y teología por mucho tiempo después de la Segunda Guerra Mundial. 

### Teólogos famosos
- Rudolf Bultmann
- Friedrich Heiler
- Wilhelm Herrmann
- Aegidius Hunnius
- Andreas Hyperius
- Otto Kaiser
- Jacob Lorhard
- Rudolf Otto
- Kurt Rudolph
- Paul Tillich
- August Friedrich Christian Vilmar

### Filósofos famosos
- Wolfgang Abendroth, Ciencias Políticas
- Ernst Cassirer
- Hermann Cohen
- Hans-Georg Gadamer
- Nicolai Hartmann
- Martin Heidegger
- Hans Jonas
- Friedrich Albert Lange
- Karl Löwith
- Paul Natorp
- Christian Wolff
- Eduard Zeller
- José Ortega y Gasset
- Mijaíl Lomonósov

### Estudiantes afamados
- Hannah Arendt
- Karl Barth
- Gottfried Benn
- Georg Friedrich Creuzer
- T. S. Eliot
- Jacob Grimm
- Wilhelm Grimm
- Gustav Heinemann
- Beatrice Heuser
- Helmut Koester
- Wilhelm Liebknecht
- Mikhail Vasilyevich Lomonosov
- Carlyle Ferren MacIntyre
- Ulrike Meinhof
- Boris Pasternak
- Ernst Reuter
- Isaac Rülf
- Ferdinand Sauerbruch
- Friedrich Carl von Savigny
- Annemarie Schimmel
- Heinrich Schütz
- Manfred Siebald
- Leo Strauss
- Wilhelm Röpke
- Konstantinos Simitis
- Monika Treut
- Wilhelm Viëtor

## Áreas
La Universidad de Marburgo cuenta un amplio espectro de áreas con institutos de investigación en nano ciencias, ciencias materiales, estudios del cercano este y medicina.
- Jurisprudencia
- Economía
- Filosofía
- Etnología europea
- Ciencia política
- Sociología
- Estudios religiosos
- Estudios de paz y conflicto
- Psicología
- Teología cristiana (Protestante)
- Teología cristiana (Católica)
- Historia
- Arqueología
- Sinología
- Lengua y literatura alemana
- Historia del arte
- Diseño gráfico
- Inglés, Estudios americanos
- Griego clásico y Koiné (Nuevo Testamento)
- Latín clásico y medieval
- Estudios orientales, Indología y Tibetología
- Lingüística comparada
- Estudios celtas
- Lenguas romances y literatura (francés, italiano, español, catalán, portugués)
- Lenguas eslavas y literatura
- Matemáticas
- Ciencias de la computación
- Física
- Química
- Farmacia
- Biología
- Geología
- Geografía
- Medicina
- Odontología
- Pedagogía

## Colecciones de la Universidad de Marburgo
- Alter Botanischer Garten Marburg, (el viejo jardín botánico de la universidad)
- Botanischer Garten Marburg, (el jardín botánico actual de la universidad)
- Forschungsinstitut Lichtbildarchiv älterer Orginalurkunden bis 1250 (Colección de fotografías medioevales)
- Bildarchiv Foto Marburg (Archivo alemán de imágenes artísticas)
- Religionskundliche Sammlung (Colección de objetos religiosos)
- Deutscher Sprachatlas (Atlas lingüístico de Alemania)
- Mineralogisches Museum (Museo de Mineralogía)